# Excelsior (Schiff, 1999)
Die Excelsior ist ein 1999 in Dienst gestelltes Fährschiff der italienischen Reederei Grandi Navi Veloci. Sie wird auf der Strecke von Genua nach Sète, Barcelona, Palermo und Tanger eingesetzt.

## Geschichte
Die Excelsior wurde am 27. Juni 1997 unter der Baunummer 1209 in der Werft von Nuovi Cantieri Apunia in Marina di Carrara auf Kiel gelegt und lief am 17. Januar 1999 vom Stapel. Die Fertigstellung erfolgte bei Fincantieri in Sestri Ponente. Nach der Ablieferung an Grandi Navi Veloci am 7. Mai 1999 wurde das Schiff im selben Monat auf der Strecke von Genua nach Porto Torres in Dienst gestellt. Die Excelsior ist das jüngere Schwesterschiff der 1998 in Dienst gestellten Excellent.
In den folgenden Jahren wurde die Excelsior auf verschiedenen Routen eingesetzt, ehe sie auf ihre jetzige Strecke von Genua über Sète nach Barcelona und Tanger wechselte. Zudem stand das Schiff mehrfach unter Charter für andere Reedereien im Einsatz, darunter im Juni 2012 sowie abermals im Februar 2013 für die Société nationale maritime Corse Méditerranée. Von März bis Juli 2011 beförderte die Excelsior unter Charter der italienischen Regierung Flüchtlinge aus Libyen von Lampedusa zum italienischen Festland, am häufigsten nach Palermo.
Am 24. November 2023 befand sich die Excelsior auf einer Überfahrt von Palermo nach Genua, als ein Brand im Maschinenraum ausbrach. Dieser konnte nach Abschaltung der Maschinenanlage mit bordeigenen Mitteln gelöscht wurde, ehe das Schiff für Reparaturarbeiten Neapel anlief.